# Necat
Necat ist ein türkischer männlicher Vorname mit der Bedeutung „Erlösung, Rettung, (Seelen)heil; Sicherheit, Schutz“.

## Namensträger
- Necat Aygün (* 1980), deutscher Fußballspieler
- Necat Ekinci (* 1999), türkischer Boxer